# Frontière entre l'Égypte et Israël
La frontière entre l'Égypte et Israël est une frontière dont le statut a fait l'objet de plusieurs accords depuis le XIXe siècle. Elle s'étend sur plus de 200 km du golfe d'Aqaba à la bande de Gaza. À l'exception des régions littorales, ce sont des zones désertiques montagneuses situées entre le désert du Néguev au sud d'Israël et celui du Sinaï égyptien.
Les frontières d'Israël ne sont pas définies et reconnues de manière unanime par la communauté internationale. Elles sont modifiées à plusieurs reprises depuis la création de l'État hébreu en 1948.

## Tracé

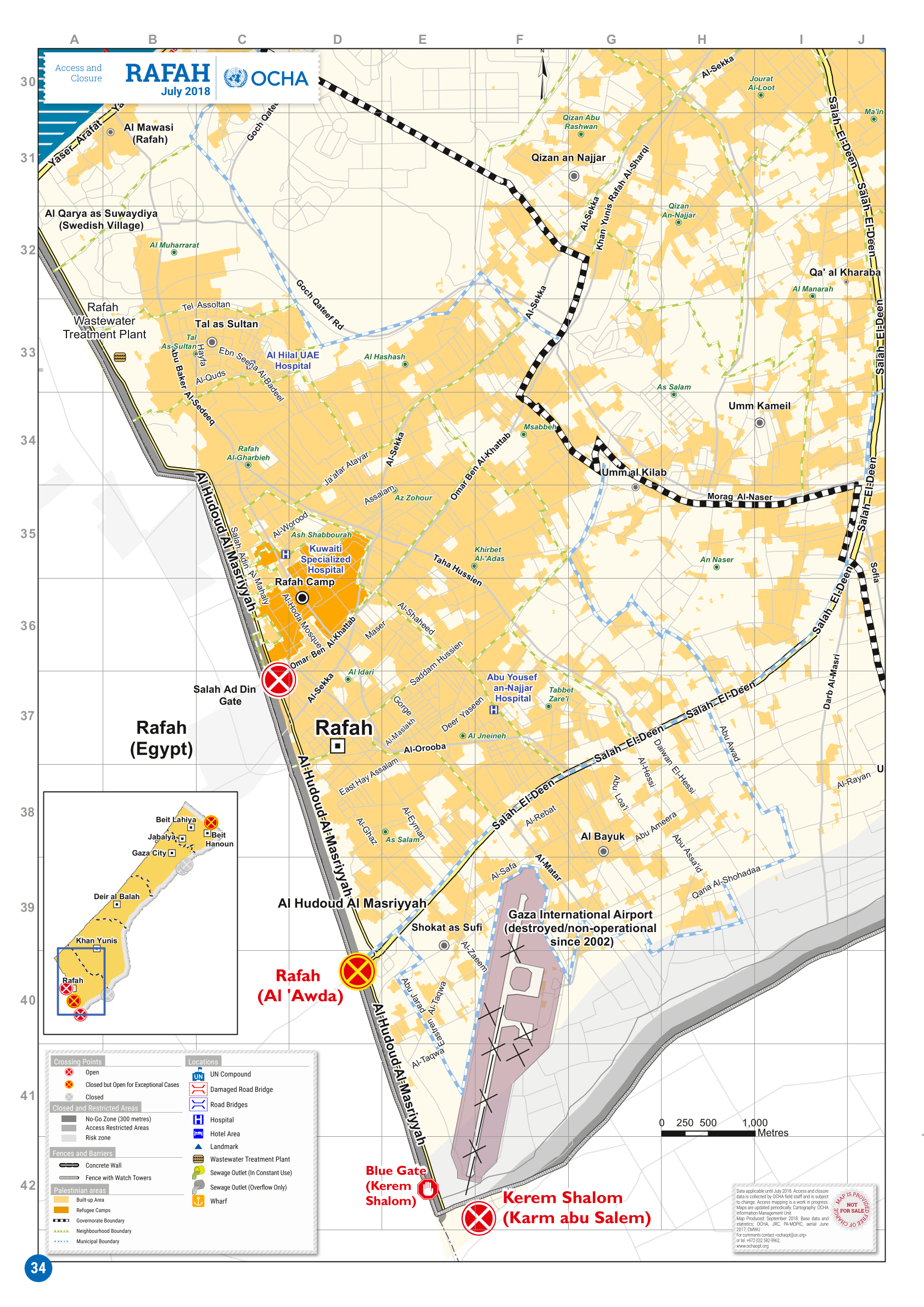
Gouvernorat de Rafah, ses postes frontaliers et environs, en 2008.

La frontière israélo-égyptienne débute à l'ouest du kibboutz de Kerem Shalom en Israël, au niveau de la route reliant Rafah dans la bande de Gaza à la ville de Taba en Égypte, au tripoint formé avec les frontières entre la bande de Gaza et Israël, et l'Égypte et la bande de Gaza.
À environ 6 km avant d'atteindre la ville israélienne d'Eilat, elle s'écarte de la route pour rejoindre en ligne droite la localité de Ras El Masri située sur le golfe d'Aqaba - dont les États riverains sont Israël, la Jordanie, l'Égypte et l'Arabie saoudite -, à 1 km au sud-est de Taba.

## Histoire

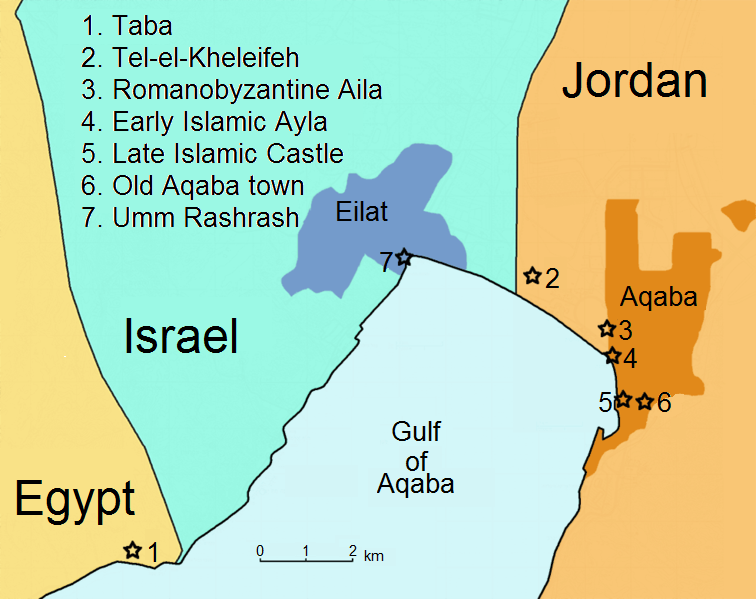
Villes et frontières au nord du golfe d'Aqaba.

La position actuelle de la frontière israélo-égyptienne est « le résultat de trente années de conflits (1948-1979) où elle correspond à plusieurs reprises à la ligne de front, prenant donc la forme d’une véritable frontière mobile ».

### Prémices
La ligne inter-ottomane tracée dans le désert entre la mer Méditerranée et la mer Rouge, de Rafah à Taba, ne devient une frontière politique et administrative qu'au début du XXe siècle.
Cette frontière est définie dans l'accord de 1906 entre l'Empire ottoman et l'Empire britannique, également connue sous le nom de « ligne Aqaba Rafah », relativement à l'établissement d'une « ligne administrative de séparation entre le Vilayet de Hedjaz, le gouvernorat de Jérusalem et la péninsule du Sinaï, conclue entre l'Égypte et l'Empire ottoman », après le retrait des troupes turques de Taba,,. À la suite des rapports d'Owen et de Wade, elle fixe ainsi sur une carte une « ligne de démarcation allant approximativement en ligne droite de Rafa en direction du sud-est jusqu'à un point du golfe d'Aqaba situé à pas moins de 3 miles d'Aqaba ».
Elle se consolide en 1917, à travers la Frontier Districts Administration, après la défaite ottomane lors de la Première guerre mondiale et confère la responsabilité administrative de la péninsule à la puissance occupante égyptienne qui y débute un siècle de présence militaire.
En février 1922, la Grande-Bretagne met fin au protectorat qu'elle avait établi sur l'Égypte en 1914 et reconnaît l'indépendance de l'Égypte. En juillet de la même année, le Conseil de la Société des Nations (SDN) approuve le mandat confié à la Grande-Bretagne sur la Palestine, mettant ainsi fin à 400 ans de domination ottomane, sans que les frontières du mandat soient précisées mais tout au long de son mandat (jusqu'en mai 1948), la puissance britannique mandataire se réfère à la ligne définie en 1906 par la commission frontalière.
Dans le contexte de lutte entre les nationalismes arabe et juif - ce dernier militant dès la fin du XIXe siècle pour la création d'un État juif en Palestine -, l'Assemblée générale des Nations unies vote, le 29 novembre 1947, le plan de partage de la Palestine censé définir les frontières des futurs États juif et arabe de Palestine.

### De 1948 à 1967
À sa création en mai 1948, au lendemain de la fin du mandat britannique sur la Palestine, le jeune État juif se retrouve confronté à la guerre avec ses voisins arabes. Après avoir gagné la Première guerre israélo-arabe, les frontières d'Israël se fixent de facto le long des lignes des accords d'armistice de Rhodes de 1949. Du côté égyptien, la frontière épouse en majeure partie les frontières de la Palestine mandataire, sauf au Nord où l'Égypte garde le contrôle sur ce qui devient la bande de Gaza de 1948 à 1967.
En 1956, Israël envahit la péninsule du Sinaï lors de la guerre de Suez - opération menée conjointement avec la France et le Royaume-Uni, à la suite de la nationalisation du canal de Suez par l'Égypte. Une force d'urgence des Nations unies y est déployée. Cependant, l'État hébreu se retire rapidement des territoires conquis, et la frontière de facto n'est pas modifiée ;  elle se trouve à cette date près du canal de Suez.

### Après la guerre des Six Jours de 1967
Après la guerre des Six Jours de 1967, Tsahal dans ses avancées occupe le Sinaï qui est alors un no man's land et y initie peu après un développement touristique et des aménagements agricoles, jusqu'en 1979,.
Au terme de la Guerre de Kippour de 1973, l’Égypte reprend le contrôle du canal de Suez. Dans son manifeste d'octobre 1974, le président égyptien Anouar al-Sadate marque sa volonté de peupler le territoire du Sinaï alors sous occupation israélienne et intègre cette zone à la « nouvelle carte de l'Égypte ».
En 1979, les accords de Camp David signent la fin de l'occupation israélienne du Sinaï et prévoient la création d'une force multinationale d'interposition (MFO), qui se met en place en 1982, avec des coûts de fonctionnement financés à parité entre l'Égypte, Israël et les États-Unis. La frontière revient progressivement, peu ou prou, au tracé défini trente années auparavant à la suite de l’armistice de Rhodes de 1949.
À partir du retrait israélien de la péninsule en 1982 et de la restitution totale du Sinaï à l’Égypte, à la suite d'accords de paix, la frontière entre la bande de Gaza et le Sinaï jusqu'alors plus ou moins perméable, se marque par la construction d’un mur divisant la ville de Rafah en deux secteurs : égyptien et palestinien.

#### Affaire de Taba
Plusieurs retraits israéliens s'amorcent dès 1975 sous couvert de l'ONU mais au moment de la mise en œuvre de l'un d'eux dans la partie orientale de la péninsule du Sinaï en 1981, la question du tracé exact de la frontière, notamment dans sa partie méridionale à proximité immédiate du golfe d'Aqaba surgit (« affaire de Taba »). La Commission militaire israélo-égyptienne réussit toutefois à identifier et trouver un accord sur 77 des 91 bornes frontières (ayant remplacé les poteaux télégraphiques initiaux) établies au début du siècle, de la côte méditerranéenne jusqu'au fond du golfe d'Aqaba mais des divergences parfois minimes demeurent sur la localisation des 14 autres bornes - dont particulièrement la borne terminale n° 91,. Pour ne soulever aucune difficulté dans les débats, le Tribunal arbitral devant décider la localisation de ces 14 bornes, sur la base de la frontière entre l'Egypte et l'ancien territoire palestinien sous mandat britannique, se réfère à l'ensemble des sources de droit international public et procède à une comparaison des titres juridiques et des preuves fournies par les parties ; il qualifie la période dudit mandat britannique (29 septembre 1923-14 mai 1948) de « période critique ».

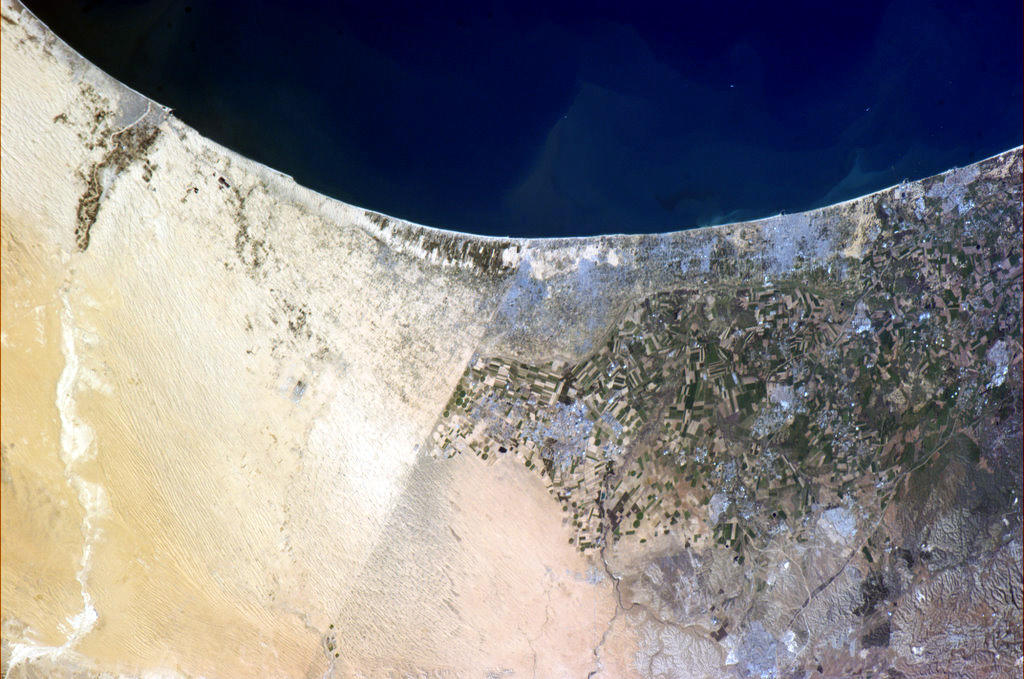
Frontière entre l'Égypte (à gauche) et Gaza, et Israël (sur le côté droit), visible depuis l'espace, d'après la Station spatiale internationale. La ville de Rafah, divisée par la frontière en une partie égyptienne et une partie gazaouie, se situe au centre de l'image (2013).

Selon Geneviève Bastid Burdeau de l'académie de Droit international de La Haye, « l'arbitrage intervenu dans l'affaire de Taba constitue un exemple caractéristique de conflit de délimitation entre Etats ». Alors qu'Israël souhaite se référer au traité frontalier de 1906 et I'Égypte à la frontière existant au moment de l'établissement du mandat britannique de 1922, la diplomatie américaine parvient, après de nombreuses difficultés, à élaborer un compromis d'arbitrage dans l'affaire de Taba et pour ses modalités finales d'exécution de la sentence du 28 septembre 1988. Se cantonnant « dans un examen très factuel des preuves sans répondre aux nombreux arguments juridiques développés par les parties dans leurs mémoires, notamment à propos du principe de l'uti possidetis juris », le Tribunal tranche finalement en faveur de l'Egypte au sujet des bornes litigieuses. Selon la professeure émérite de droit international, « la motivation de la sentence reste parfois confuse et peu convaincante ».

La frontière entre Israël et l'Égypte revient le long de la ligne d'armistice de 1949, excepté au niveau de la bande de Gaza, que l'Égypte laisse à Israël, et qu'Israël occupe jusqu'en 2005.

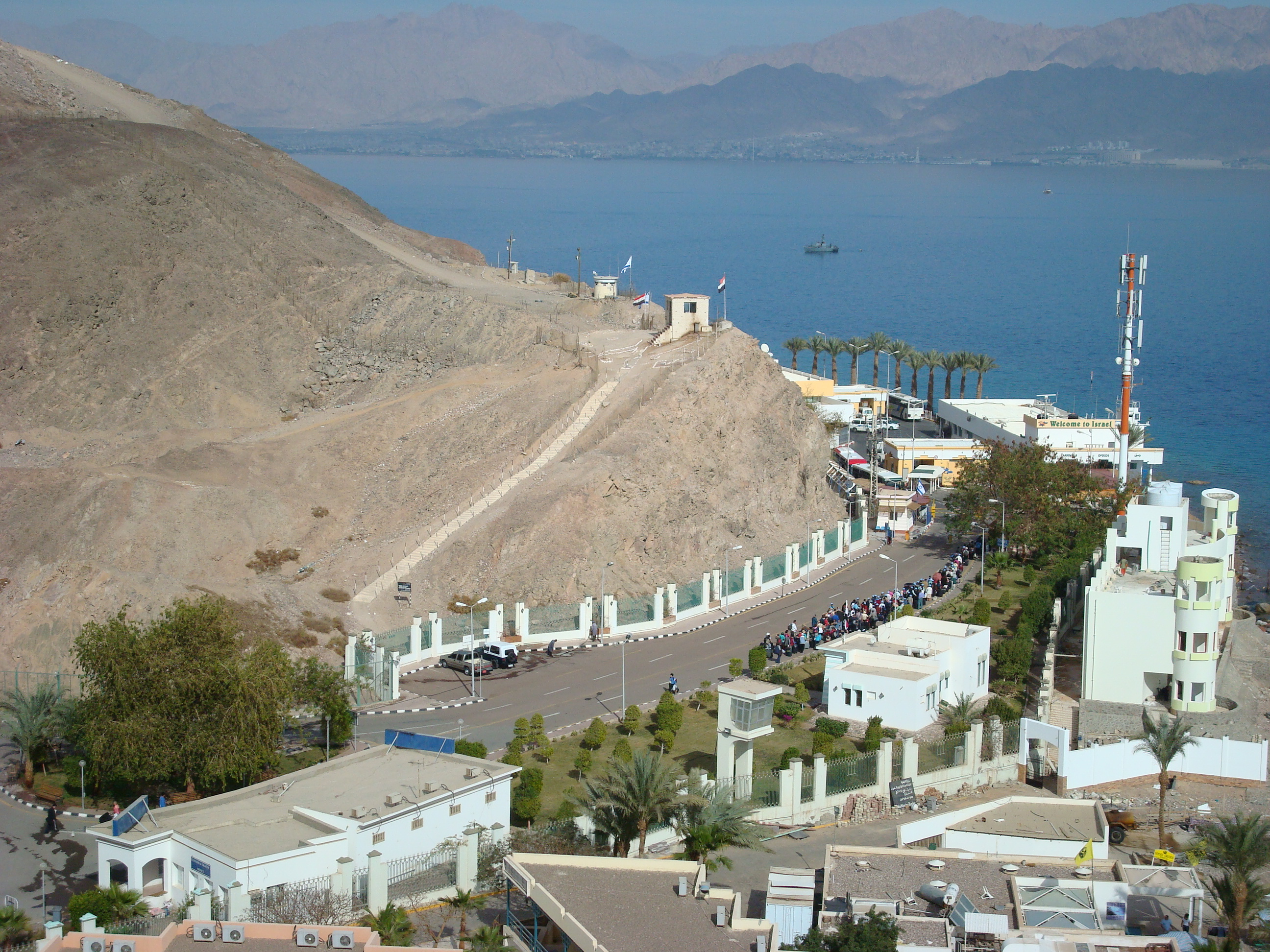
Poste-frontière de Taba vu du côté égyptien, en 2008.

### Fortification de la frontière
Pour réduire l'immigration clandestine et par mesure de sécurité contre des potentielles attaques terroristes, Israël a au début des années 2010, grandement augmenté l'aménagement de la frontière via des caméras et des barrières. Ces divers aménagements auraient coûté près d'un milliard de shekels soit 270 millions de dollars. La barrière est terminée depuis 2013,. D'une hauteur de 5 mètres et d'une longueur de 245 km, elle relie la bande de Gaza à Eilat en passant par le kibboutz de Kerem Shalom.

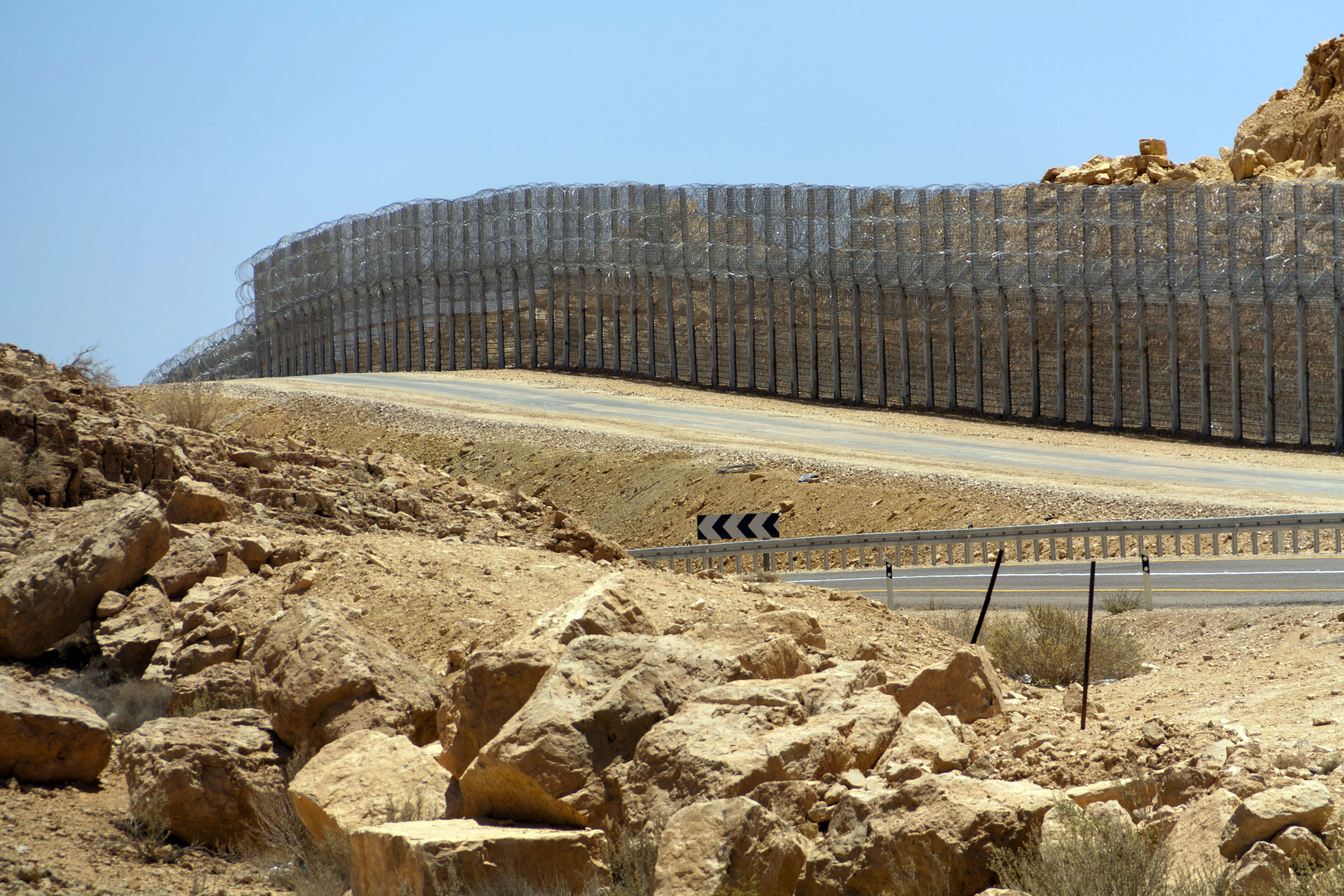
Portion de la frontière fortifiée en juin 2012.

Israël et l'Égypte maintiennent  des restrictions sécuritaires sur Gaza - limitant strictement les déplacements des personnes et des biens aux frontières – depuis le coup d’état qui a permis au Hamas de prendre le pouvoir au sein de l’enclave côtière, en 2007.
Bien avant  la guerre à Gaza, l’Égypte avait indiqué avoir détruit des tunnels empruntés à des fins de trafic vers Gaza. Elle avait annoncé qu’elle avait établi une zone tampon aux abords de la frontière, déplaçant des milliers de personnes et détruisant des milliers d’habitations.
Selon des sources proches des services de sécurité égyptiens, après le début de la guerre de Gaza, le 7 octobre 2023, l’Égypte construit un mur frontalier en béton qui descend à six mètres sous la surface au sol et qui est renforcé par des fils barbelés. Elle accroît sa surveillance à ses postes-frontières.
En janvier 2024, le service d’information de l’État égyptien détaille certaines des mesures qui sont prises à la frontière pour interdire le trafic clandestin d'armes d'Égypte vers Gaza. Trois lignes de barrières, installées en surface et souterraines, rendraient ce trafic impossible.
Selon les services de sécurité égyptiens, fin janvier - début février 2024, l’Égypte déploie 40 chars et véhicules de transport de personnel blindés dans le nord-est du Sinaï de façon à renforcer la sécurité sur la frontière avec Gaza.